# Піднебенной В'ячеслав Григорович
В'ячеслав Григорович Піднебенной (нар. 3 травня 1990, Жданов, Донецька область, УРСР) — український футболіст, півзахисник «Альянса».

## Життєпис
В 9 років батько відвів В'ячеслава в футбольну школу «Новатор» міста Маріуполя. Першим тренером футболіста був Анатолій Олександрович Стрепетов, далі Піднебенной тренувався у М.С. Рури. У 15 років півзахисника помітив А.Ю. Скирчук, який курував групу 1988 р.н. в академії донецького «Шахтаря», і запросив до Донецька. Через півроку групу Піднебенного очолив Анатолій Раденко. Через рік футболіст дебютував у другій лізі в «Шахтарі-3», яким керував Євген Яровенко. Також в третій команді донеччан Піднебенной встиг попрацювати з І.В. Дибченко, Ігорем Леоновим. Далі грав у дублі, де старшим тренером був Микола Федоренко, а допомагав йому Валерій Рудаков. Потім дубль очолив Сергій Попов, а асистував йому Геннадій Орбу.
Після «поневірянь» по дублям «Шахтаря», Поднебенной грав в алчевської «Сталі» та донецькому «Олімпіку», з яким оформив вихід у першу лігу. Протягом певного періоду головний тренер «олімпійців» перестав розраховувати на В'ячеслава. Після чергової гри з ФК «Одеси» тренери запрпонували йому пограти за краматорський «Авангард». Відігравши півтора року за Краматорськ, футболіст, за власними словами, зрозумів, що в тій команді не зможе зростати як футболіст, тому вирішив змінити обстановку. Вибираючи новий клуб, півзахисник вирішив зупинитися на «Полтаві». У команді Іллі Близнюка Поднебенной успішно пройшов всі етапи зимових зборів, приходив в команду як гравець, який дерегує грою. Але в першій же грі не потрапив до основного складу. «Полтава» тим часом показувала хорошу стабільну гру, через що міняти тактику і робити перестановки на полі для тренерського штабу було необгрунтовано, тому півзахисник виходив, в основному, на заміни.
Ставши вільним агентом, отримав запрошення від головного тренера ФК «Гірник-спорт» Ігоря Жабченко, знайомого з Поднебенним по спільній роботі у юнацькій збірній України, пройти перегляд у його команді. Пробувши в Комсомольську три дні і зігравши в контрольному матчі проти «Олександрії», футболісту повідомили, що в його послугах там не зацікавлені. Після цього надійшла пропозиція від Олега Федорчука перейти в «Миколаїв».
У «Миколаєві» футболіст виконував на полі величезний обсяг роботи, багато забивав. Буквально з першого ж матчу проявив свої лідерські якості, і після травми Романа Луценка став капітаном команди. Був корисний не тільки в чорновій роботі а й у розпасовці — не раз демонстрував і свій потужний удар. За результатами осінньої частини сезону був удостоєний звання «найкращий футболіст Миколаївської області».
Фінансова ситуація в «Миколаєві» змусила Піднебенного покинути цей клуб. Залишок сезону він провів у «Сумах», а влітку перейшов в молдавську «Дачію» (Кишинів). У вищому дивізіоні сусідньої держави дебютував 9 серпня 2015 року в грі проти «Динамо-Авто», замінивши на 31-й хвилині Євгена Лозового. За місяць до цього зіграв у кваліфікаційному раунді Ліги Європи проти чорногорської «Ренови». Уклавши з «Дачією» дворічний контракт, Піднебенной вже у вересні 2015 року залишився без роботи. За власними словами футболіста, його кар'єра в Кишиневі не склалася через «особисту неприязнь президента клубу Адлана Шишканова», а останньою краплею його терпіння стало те, що за серпень місяць він один з усієї команди не отримав заробітну плату.
6 січня 2016 було повідомлено про перехід В'ячеслава до клубу Першої ліги «Нафтовик-Укрнафта».